# 앨버트 엘리스
앨버트 엘리스(영어: Albert Ellis, 1913년 9월 27일 ~ 2007년 7월 24일)는 1955년에 합리정서행동치료(Rational Emotive Behavior Therapy)를 개발한 미국 심리학자이다.

## 학력
- 버룩 칼리지 (1930~1934) (경제학)
- 컬럼비아 대학교 (~1946) (임상 심리학 박사)

## 생애
컬럼비아 대학교와 미국 전문 심리학위원회(ABPP)에서 임상 심리학 석사 및 박사 학위를 취득했다. 그는 또한 수십년 동안 뉴욕시 기반의 비영리기관인 앨버트 엘리스 연구소(Albert Ellis Institute)를 창립했으며 소장을 역임했다. 심리 치료의 인지적 혁명 패러다임 전환과 인지 행동 치료의 창시자로 여겨진다.
1982년 미국과 캐나다의 심리학자를 대상으로 한 전문적인 설문 조사에서, 엘리스는 역사상 두 번째로 영향력있는 심리 치료사로 선정되었다. (칼 로저스는 설문 조사에서 1위, 지그문트 프로이트는 3위에 올랐다).
한편 매거진 '심리학 오늘'(Psychology Today)은 "프로이트를 포함하는 어떤 개인도 현대의 심리 치료에 보다 더 큰 영향력을 미치지는 못한다"고 언급한 바 있다.

## REBT
합리정서행동치료(REBT, Rational emotive behavior therapy)로 알려진 REBT는 앨버트 엘리스가 제시한 인지행동치료의 기법이다.
그는 에런 벡(Aaron Beck)의 ABC모델과 인본주의(Humanism) 접근 등을 고려한 인지행동치료인 REBT를 제안한 바 있다.
A – Adversity (또는 Activated affair)
역경-선행적인 경험
B – Belief
신념 - 역경으로부터 개인적으로 형성된 생각
C – Consequences
결과 -개인적인 신념으로부터 발단된 행동
D – Disputes
논쟁 - 개인의 ABC과정에대한 논박
E – Effective
효과 - D로부터 발생하고 획득한 새로운 신념

## 같이 보기
- 아론 벡
- 에릭 에릭슨
- 인지행동치료
- 자기연민
- 장 피아제
- 칼 로저스
- 합리정서행동치료